# Cribrochamus cribrosus
Cribrochamus cribrosus är en skalbaggsart som först beskrevs av Auguste Lameere 1893.  Cribrochamus cribrosus ingår i släktet Cribrochamus och familjen långhorningar.
Artens utbredningsområde är Ghana. Inga underarter finns listade i Catalogue of Life.